# Karpiwci (hromada Rozsosza)
Karpiwci (ukr. Карпівці) – wieś na Ukrainie, w obwodzie chmielnickim, w rejonie chmielnickim, w hromadzie Rozsosza. W 2001 liczyła 628 mieszkańców, spośród których 619 wskazało jako ojczysty język ukraiński, a 9 rosyjski.